# Tirso de Apolonia
Tirso (en griego antiguo: Θύρσος, romanizado: Thúrsos, literalmente "tirso", "contemplador"; en latín: Thyrsus; en portugués: Tirso; en francés: Thyrse; f Apolonia, c. 251) es venerado como mártir cristiano.

## Hagiografía
Fue asesinado por su fe en Apolonia, Frigia, durante la persecución de Decio.
Leucio (Λεύκιος Leúkios) y Calínico (Καλλίνικος Kallínīkos) fueron martirizados con él. La tradición dice que Tirso soportó muchas torturas y fue sentenciado a ser serrado por la mitad. Sin embargo, la sierra no penetró porque se volvió tan pesada que los verdugos no pudieron usarla.
Leucio, después de reprochar al gobernador Cumbricius, fue colgado, rastrillado en sus costados, y luego decapitado.
Calínico, un sacerdote pagano, se convirtió después de ver el martirio de Tirso y también fue decapitado.

## Toponimia
En España, ha dado lugar a varias localidades llamadas San Tirso, Santotís, Santiso o Santiz.

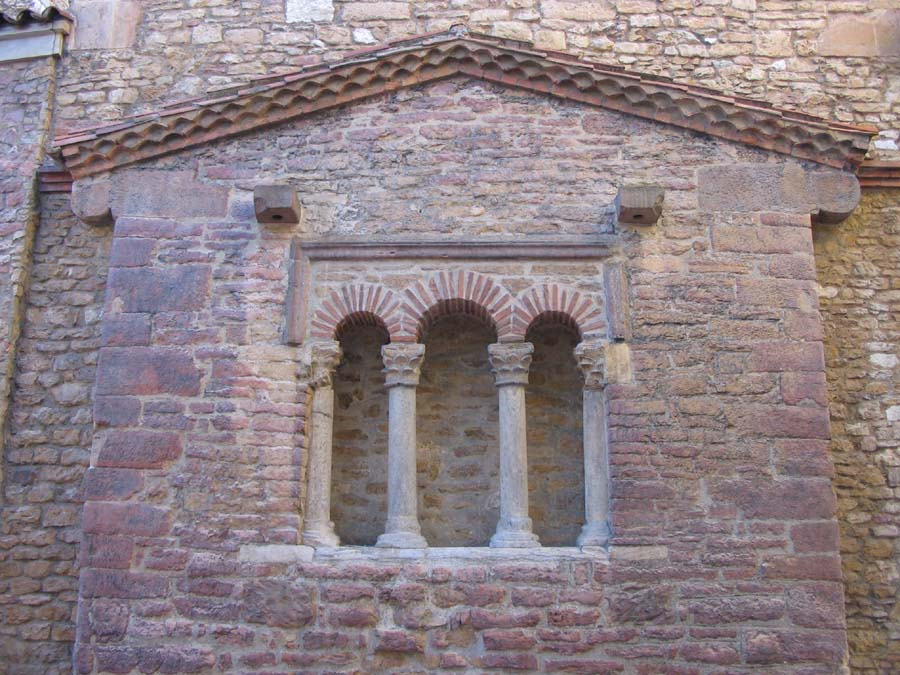
Iglesia prerrománica (antes del estilo románico) de san Tirso, del en Oviedo (España).

## Veneración
Las reliquias de Tirso fueron llevadas a Constantinopla. Algunas de sus reliquias fueron llevadas a Francia: Saint Thyrse es el santo titular de la catedral de Sisteron en los Alpes de Alta Provenza, En el siglo XII también se le dedicó la iglesia en Châteauponsac.
Su culto se hizo popular en la península ibérica desde la Edad Media, inicialmente conocida como Santo Tirso, permaneciendo así solo en Portugal, ya que cambió a San Tirso en España, o Santiso en Asturias. o en Galicia en donde hay numerosas localidades y donde existe un ayuntamiento con ese nombre.
Tirso tenía un oficio litúrgico completo en el rito mozárabe.

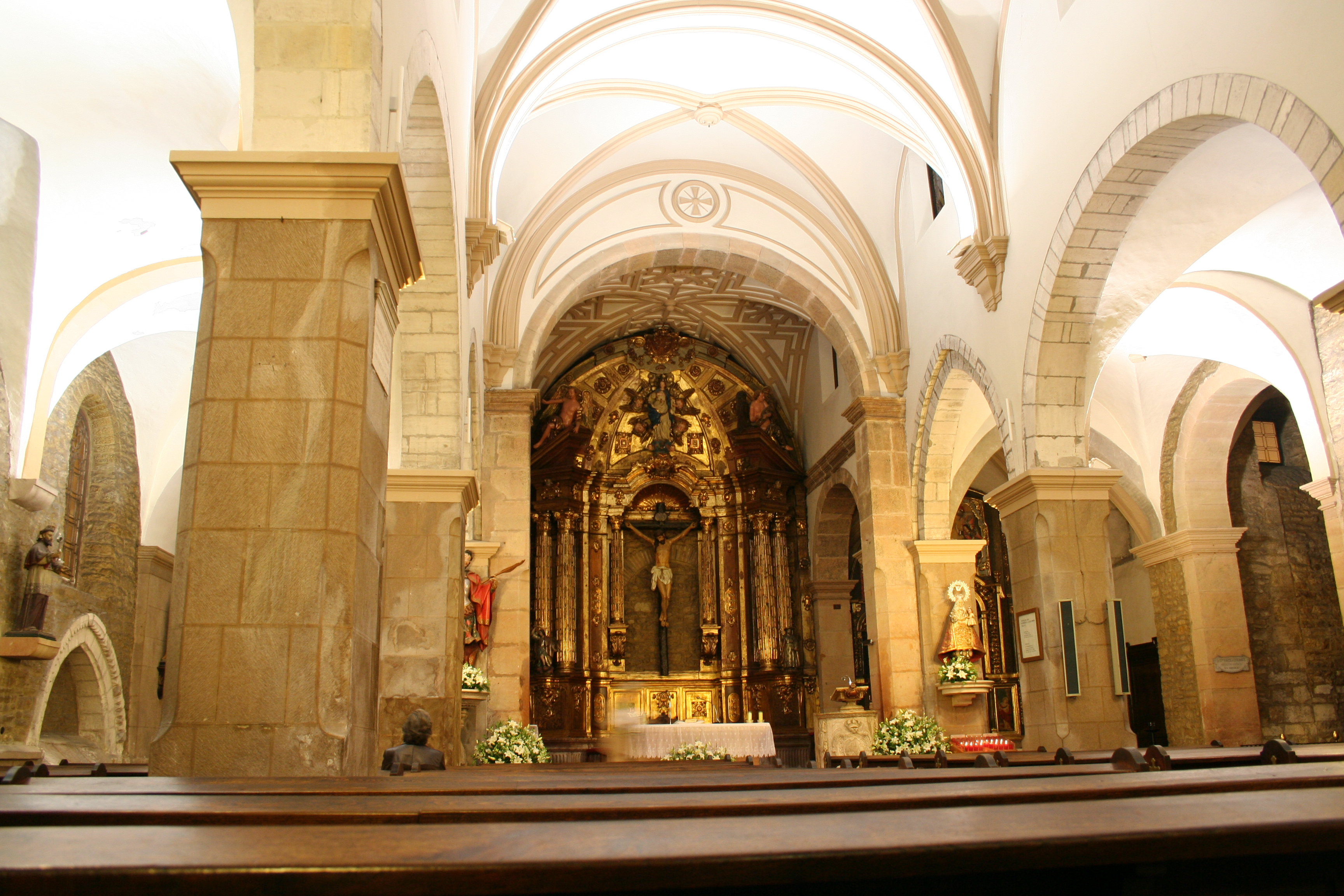
Interior de la iglesia de san Tirso (en Oviedo).

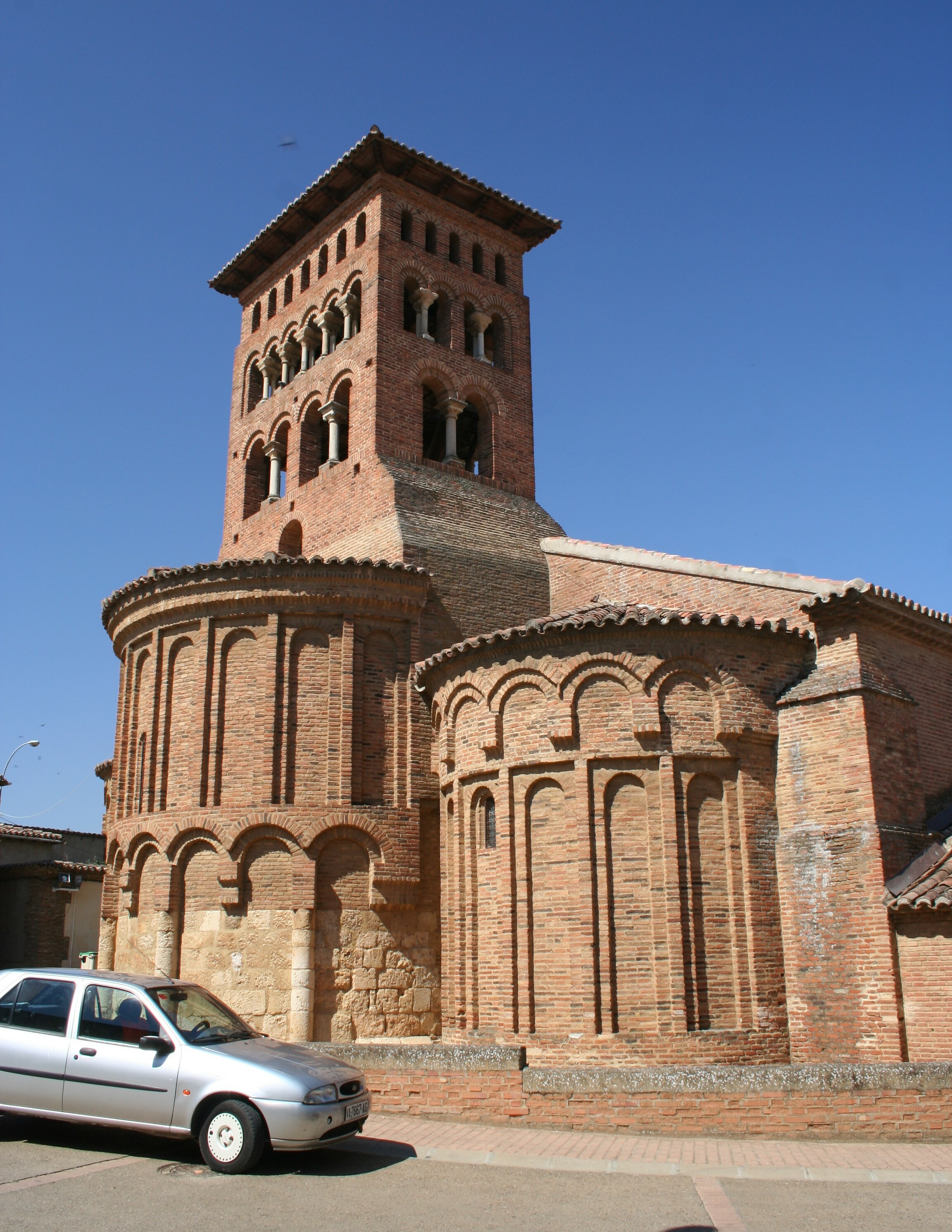
Iglesia de san Tirso en estilo mudéjar (en Sahagún, provincia de León, España)

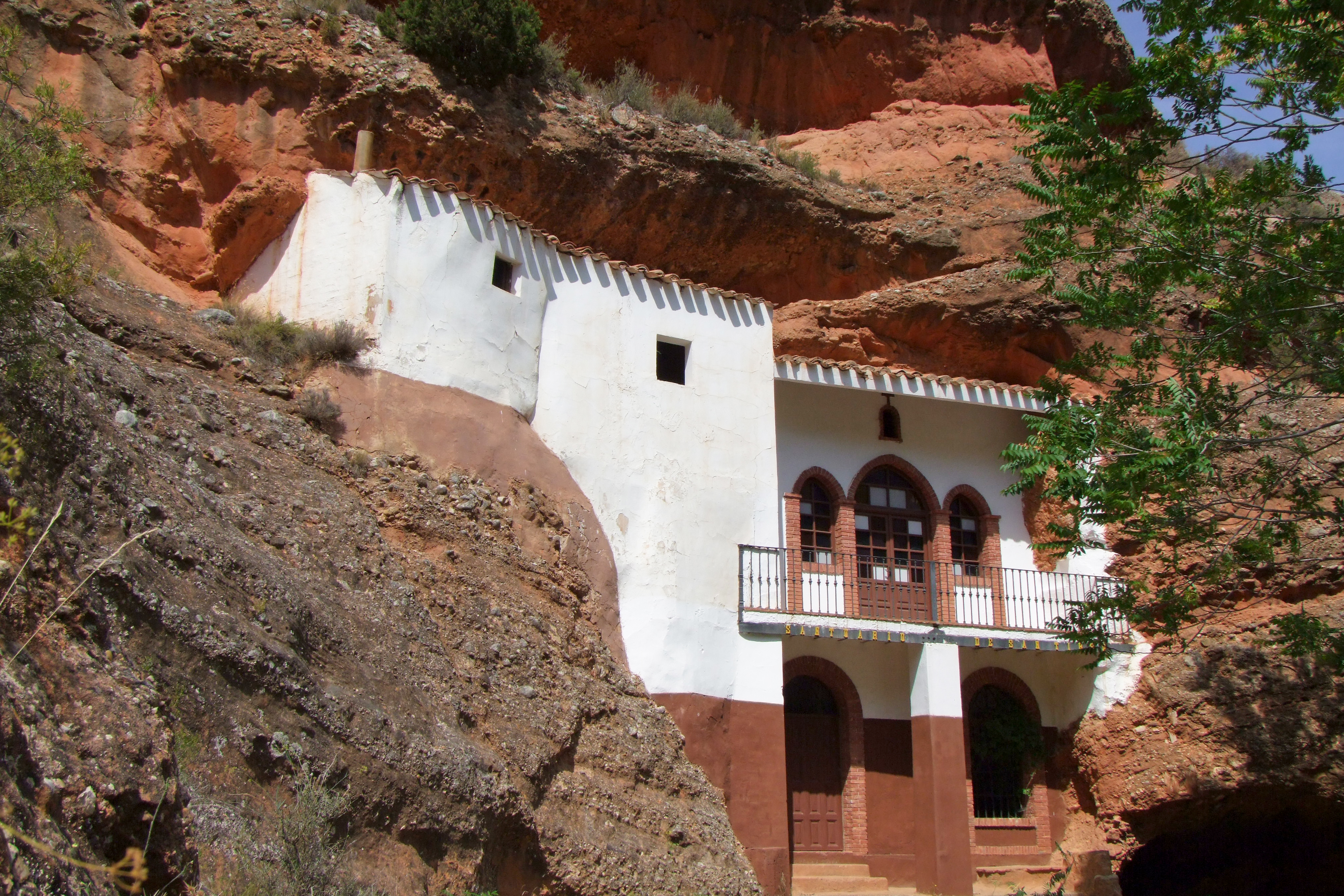
Ermita de San Tirso en Arnedillo (La Rioja)

## Patronazgo

### En España
- En la provincia de León encontramos la localidad de San Tirso, y es el patrón de Benazolbe, Garaño, Lugán, Matueca de Torío, Sobrepeña, Villahibiera, Moldes, Sopeña de Carneros y Puebla de Lillo.
- En la provincia de Zamora es el patrón de Barrio de Rábano, Cervantes y Arquillinos.
- También en la provincia de Zamora, en la localidad de Milla de Tera se celebra el día de "Santirso" o "Santutiso"; en Villalverde, se celebra la fiesta de "Santo Tirso"; en Dornillas, se encuentra la ermita de San Tirso, en cuyo interior se encuentra el cementerio de la localidad.
- En la provincia de Orense es el patrón de Lardeira, Santa Cristina y Veigamuiños.
- En Arnedillo, La Rioja, se celebra una romería a la ermita del santo el último fin de semana de enero.
- En Asturias se pueden encontrar varios pueblos como San Tirso de Abres y San Tirso.
- En Cantabria, muy cerca de sus famosos acantilados junto al mar Cantábrico encontramos el templo parroquial de San Tirso en Toñanes.
- En la Sierra de Cantabria, en Álava a 1300 metros de altitud, está la conocida Ermita de San Tirso.

### Portugal
En Portugal, su nombre patrocinó una ciudad fundada por los monjes benedictinos en la Edad Media, Santo Tirso. 

### Francia

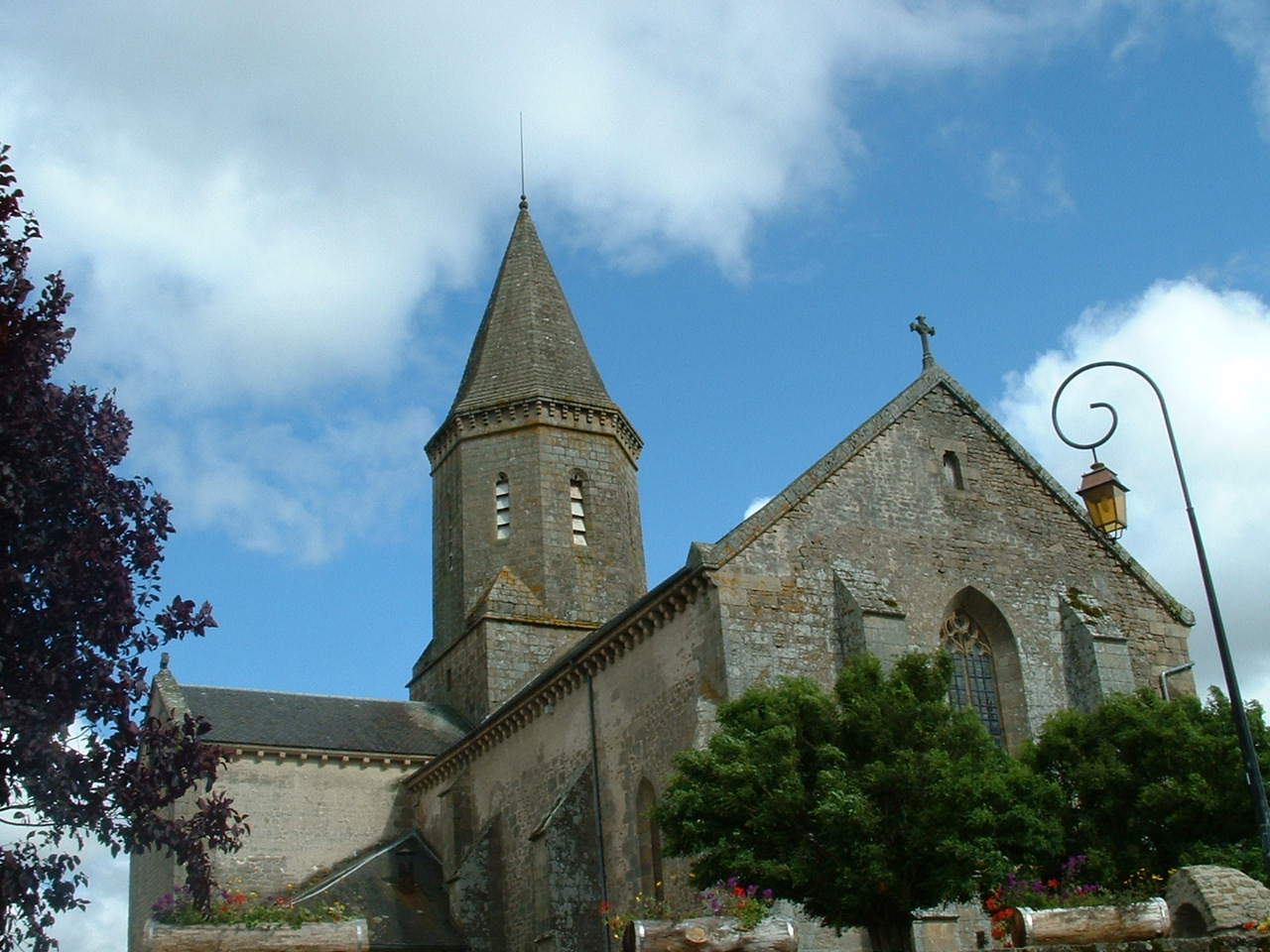
Iglesia de san Tirso, en Châteauponsac (Francia).

Actualmente es el santo patrón de la ciudad de Sisterón,en el departamento de Alpes de Alta Provenza (situado en el extremo sureste de Francia). Allí se puede encontrar la catedral Notre Dame et Saint Thyrse (Nuestra Señora y san Tirso).
En Châteauponsac (en la región de Lemosín) se encuentra una iglesia del siglo XII, dedicada a este santo.

## Onomástica
La Iglesia Católica celebra su onomástica el 14 de diciembre; en España, concretamente en los territorios del Reino de León, Galicia y Asturias , se celebra el 28 de enero. En la iglesia ortodoxa se celebra el 30 de agosto y el 27 de diciembre.